# Angelo Cianci
Pour les articles homonymes, voir Cianci.
Angelo Cianci est un réalisateur et scénariste franco-italien de cinéma et de télévision.

## Filmographie

### Réalisateur

#### Courts métrages
- 1998 : Mes quatre dernières volontés
- 1999 : Les vieux jours
- 1999 : Le cœur net
- 2003 : Sans dessus dessous: La Boîte noire
- 2003 : Après

#### Long métrage
- 2010 : Dernier étage, gauche, gauche

#### Télévision
- 2007 : Le petit personnel
- 2013 : Le Déclin de l'empire masculin

### Scénariste

#### Courts métrages
- 1998 : Mes quatre dernières volontés
- 1999 : Les vieux jours
- 1999 : Le cœur net
- 2002 : Le fruit de nos entrailles, réalisé par Guillaume Tervera
- 2003 : Sans dessus dessous: La Boîte noire
- 2003 : Pigé?, réalisé par Hippolyte Girardot
- 2010 : La fille de l'homme, réalisé par Manuel Schapira

#### Long métrage
- 2010: Dernier étage, gauche, gauche

#### Télévision
- 2007 : Le petit personnel
- 2013 : Le Déclin de l'empire masculin

## Distinctions

### Récompenses
- 2010 : Chistera du jury des jeunes au Festival international des jeunes réalisateurs de Saint-Jean-de-Luz pour Dernier étage, gauche, gauche
- 2011 : Prix FIPRESCI à la Berlinale 2011 pour Dernier étage, gauche, gauche